# Complex del Khānegāh i del santuari del xeic Safi al-Din Ardabili a Ardabil
El complex del Khānegāh i del santuari del xeic Safi al-Din Ardabili a Ardabil (en persa: مجموعه آرامگاه و خانقاه شیخ صفی الدین) és un conjunt monumental edificat al voltant de la tomba del xeic Safi al-Din Ardabili, situat a la ciutat d'Ardabil, a l'Iran. És un lloc de retir espiritual sufí que va ser construït en els estils arquitectònics tradicionals iranians entre principis del segle xvi i finals del xviii. Els seus constructors van aprofitar al màxim l'espai relativament reduït de què disposaven per a crear basars, banys públics, places, llocs de culte, habitatges i oficines. També van crear un itinerari d'accés al mausoleu del xeic estructurat en set etapes que corresponen als set estats místics del sufisme. Format per un conjunt excepcional d'elements de l'arquitectura islàmica medieval, conté façanes i interiors ricament ornamentats i una notable col·lecció d'objectes antics. L'any 2010, fou inclòs en la llista del Patrimoni Mundial de la UNESCO.

## Història

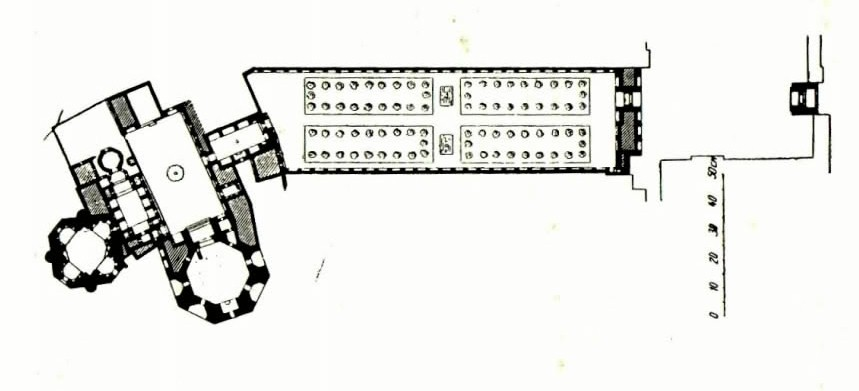
Planta del complex

El xeic Safi al-Din Ardabili (ca. 1252-1334) va ser un eminent líder sufí islàmic fundador de la tariqa i posterior dinastia safàvida, que va néixer a la ciutat d'Ardabil, on es troba aquest complex. El mausoleu va ser construït inicialment pel seu fill el xeic Sadr al-Dīn Mūsā (1305-1391), després de la mort del seu pare el 1334. Els governants safàvides van voler exaltar la seva figura en el lloc de l'enterrament amb la forma tomba mesquita: una tomba amb el seu mausoleu i una sala d'oració que es troba en angle recte respecte a la mesquita. Els edificis del complex envolten un petit pati interior (de 31 m per 11 m). Al complex s'accedeix a través d'un llarg jardí.
Va ser construït entre el començaments del segle xvi i finals del segle xviii. El mausoleu és una alta torre circular en volta, decorada amb rajoles blaves i d'uns 17 m d'alçada; al costat hi ha la Casa de Porcellana del segle xvii que preserva els béns cerimonials del santuari.
També formen part del complex moltes seccions que han servit per a diverses funcions al llarg dels segles, incloent una biblioteca, una mesquita, una escola, mausoleus, una cisterna, un hospital, cuines, un forn de pa, i algunes oficines. Incorpora una ruta per assolir el santuari del xeic dividida en set segments, que reflecteixen les set etapes de la mística sufí. Diverses parts del mausoleu estan separats per vuit portes, que representen les vuit actituds del sufisme. Diverses parts es van afegir gradualment a l'edificació principal durant la dinastia safàvida. Un bon nombre de xeics, harems i víctimes de les batalles safàvides, incloent la batalla de Çaldiran (1514), han estat enterrades també a l'indret.

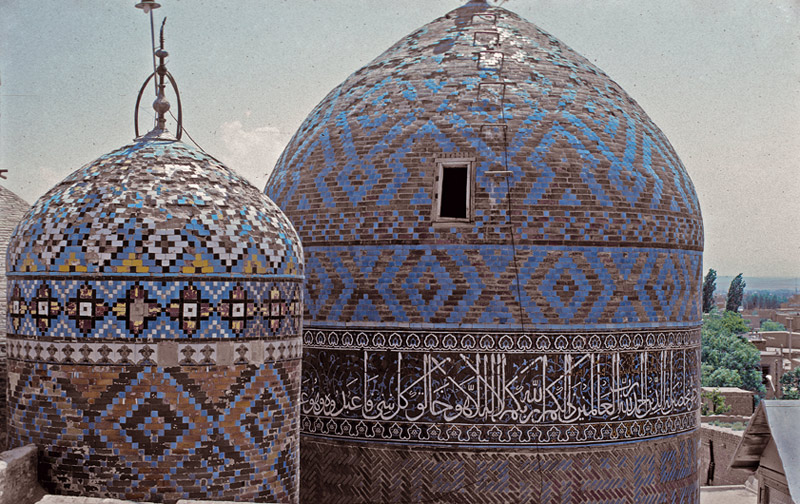
El mausoleu amb les rajoles blaves
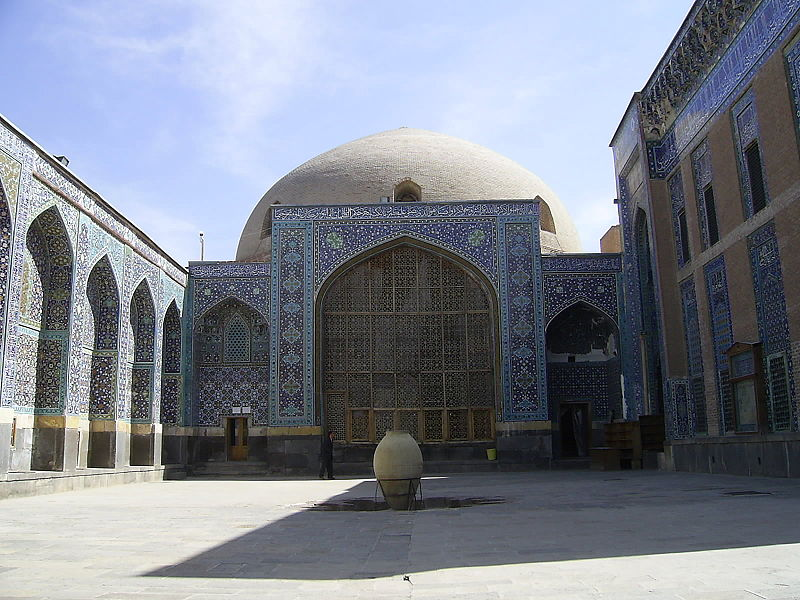
Pati interior, amb la tomba del xeic Safi al fons
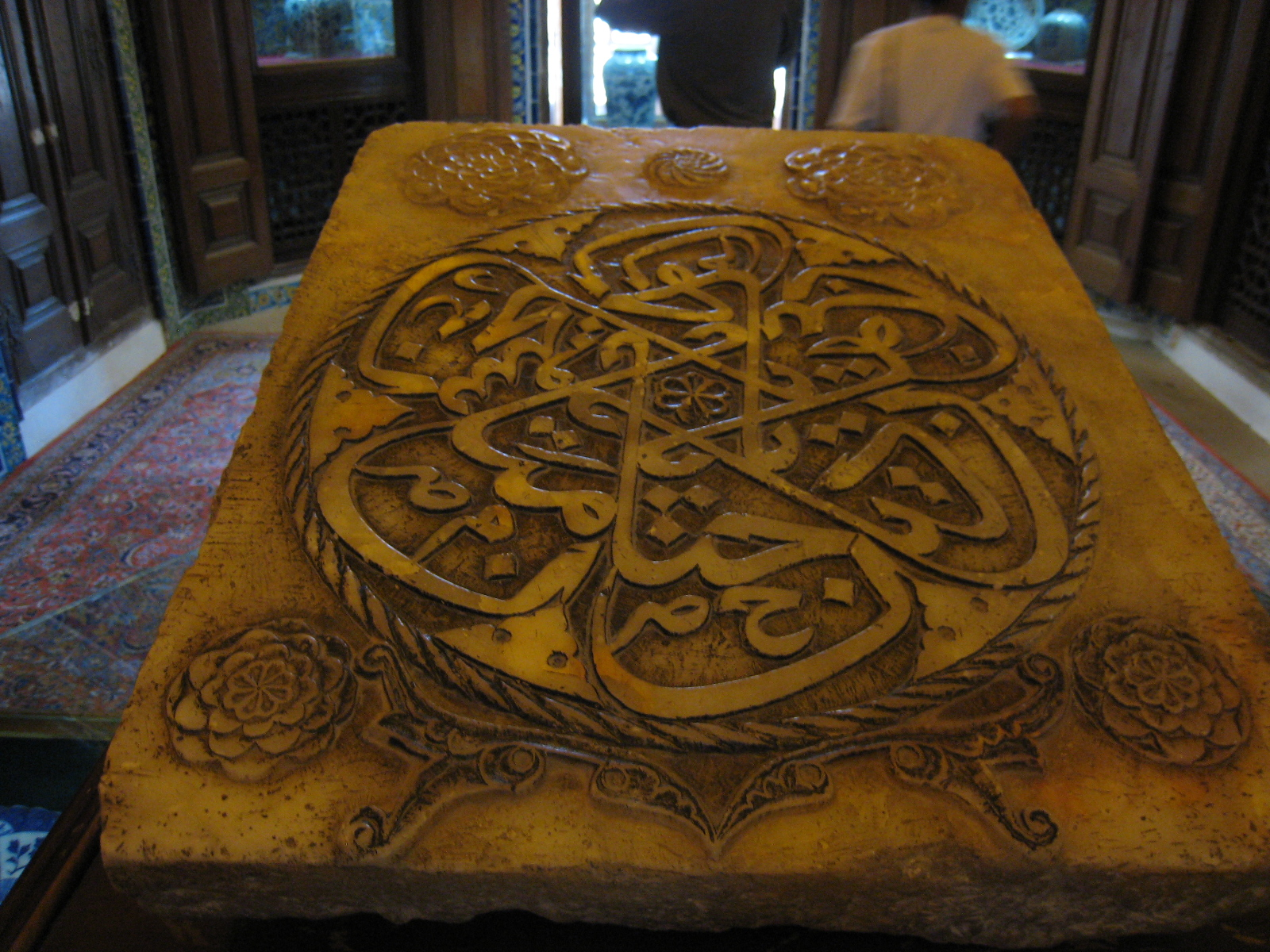
Escultura de pedra de l'època safàvida, decorada amb atributs de Déu
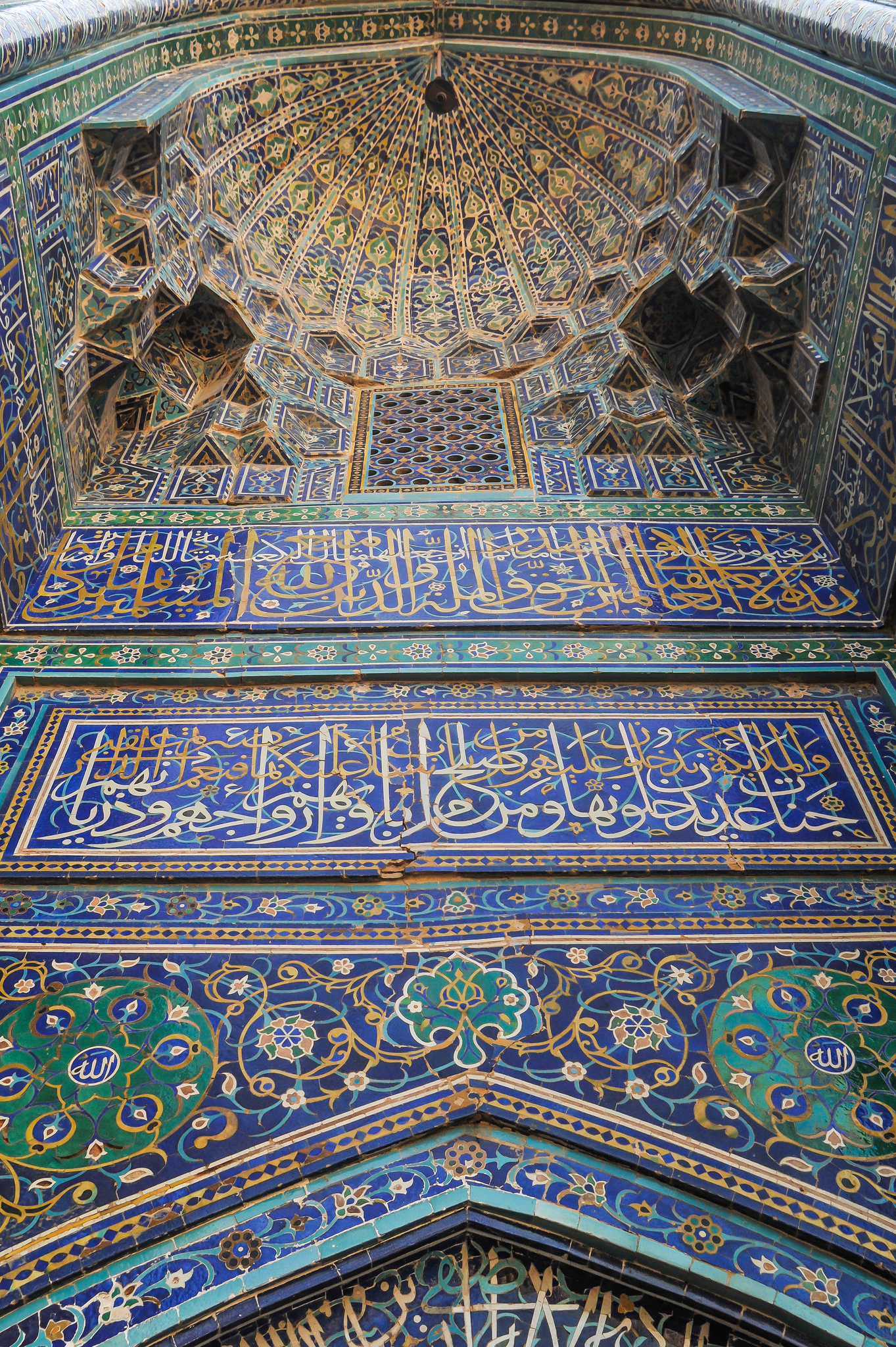
Mostra d'art persa a la tomba